# Canton de Lille-Ouest
Le canton de Lille-Ouest est un ancien canton français, situé dans le département du Nord et la région Nord-Pas-de-Calais.
Il s'agissait d'un des plus peuplés de France avec celui d'Aix-en-Provence-Sud-Ouest.

## Composition

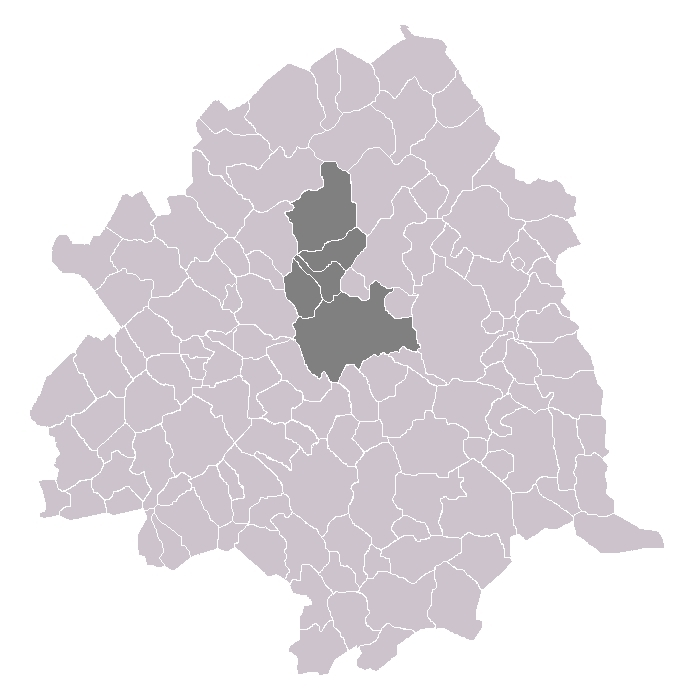
Canton de Lille-Ouest dans l'arrondissement de Lille

Le canton de Lille-Ouest se composait d’une fraction de la commune de Lille et de quatre autres communes. Il compte 65 658 habitants (population municipale) au 1er janvier 2012.
| Nom                   | Code Insee | Intercommunalité              | Population (dernière pop. légale)               |
| --------------------- | ---------- | ----------------------------- | ----------------------------------------------- |
| Lille (chef-lieu)     | 59350      | Métropole européenne de Lille | Fraction : 6 086(2012) Commune : 233 897 (2014) |
| Lambersart            | 59328      | Métropole européenne de Lille | 28 128 (2014)                                   |
| Marquette-lez-Lille   | 59386      | Métropole européenne de Lille | 10 308 (2014)                                   |
| Saint-André-lez-Lille | 59527      | Métropole européenne de Lille | 12 016 (2014)                                   |
| Wambrechies           | 59636      | Métropole européenne de Lille | 10 008 (2014)                                   |

## Histoire: conseillers généraux de 1833 à 2015

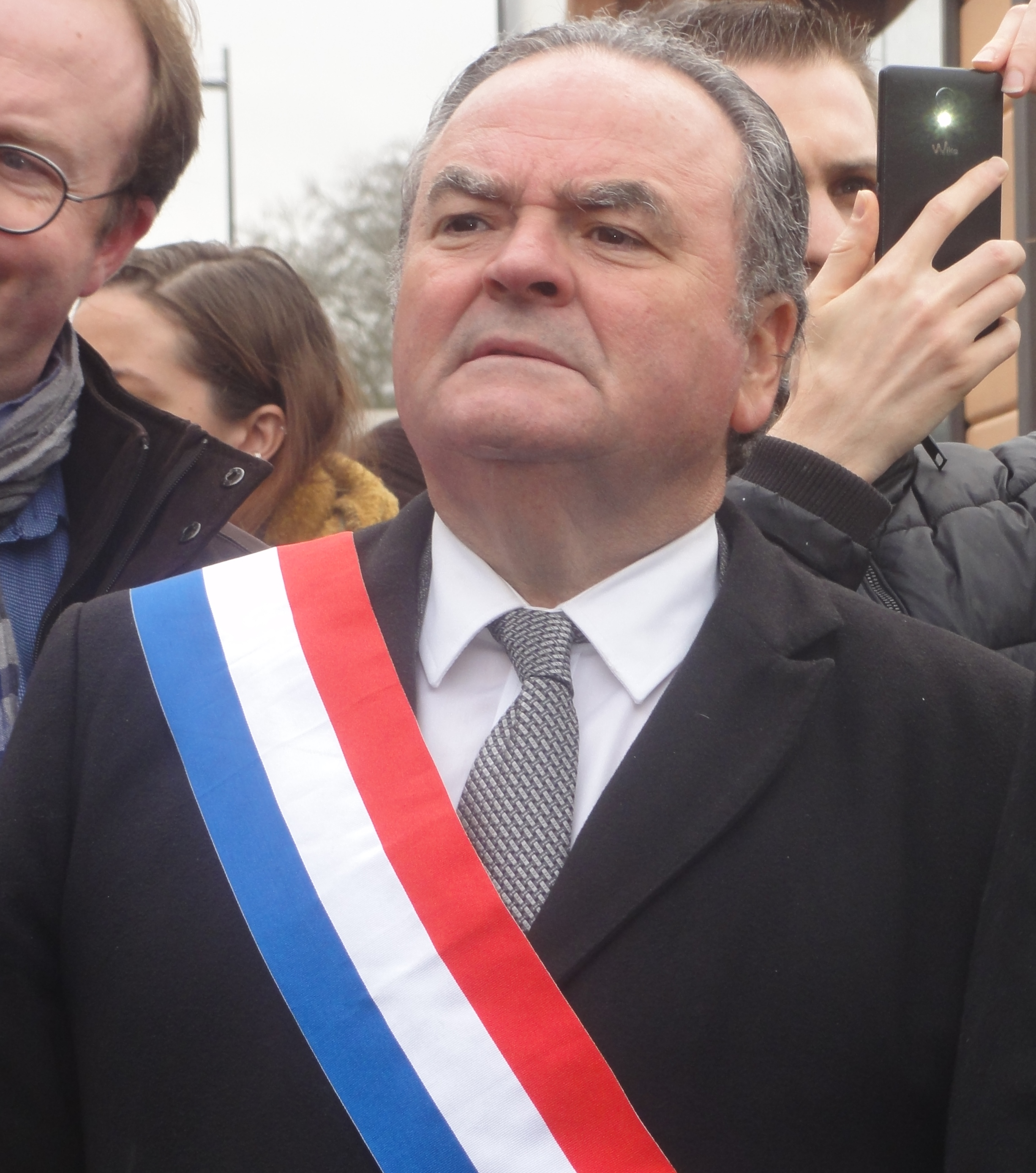
Olivier Henno lors de la manifestation contre la suppression des dessertes TGV en gare de Douai du 2 mars 2019.

La partie lilloise de ce canton date de 1801 et n'a jamais changé ni d'appellation ni de périmètre depuis lors.
| Période                       | Identité                          | Parti                    | Qualité |  |
| ----------------------------- | --------------------------------- | ------------------------ | --- |  |
| 1833-1842                     | Joseph Aimé Delesalle             |                          | Filateur de coton et de lin, Président de la Chambre de commerce de Lille (1836-1837), Président du Tribunal de Commerce de Lille, Conseiller général du Canton de Lille-Centre (1833-1842),.                 |  |
| 1842-1843                     | Emile Grodée-Alavoine (1795-1889) |                          | Négociant, Membre de la Chambre de commerce de Lille (1838-1843), Conseiller municipal de Lille (1830-1843), Conseiller général du Canton de Lille-Centre (1842-1843).                                        |  |
| 1843-1848                     | Gaspard Thémistocle Lestiboudois  | Opposition dynastique    | Médecin, Député du 2e collège du Nord (Lille) (1839-1848), Député du Nord (1849-1851), Conseiller général du Canton de Lille-Centre (1843-1848), Conseiller général du Canton de Lille-Sud-Ouest (1848-1851). |  |
| 1848-1861                     | Vicomte Anatole de Melun          | Droite Monarchiste       | Propriétaire à Lille Député (1849-1851 et 1871-1876) |  |
| 1861-1872 (décès)             | Victor Saint-Léger (1816-1872)    |                          | Filateur à Lille |  |
| 18 mars 1872-1874             | Henri Bernard                     |                          | Raffineur de sucre, Président de la Chambre de commerce de Lille |  |
| 1874-1880                     | Louis-Auguste Soins               | Républicain              | Manufacturier à Lille |  |
| 1880-1892                     | Albert Legrand                    | Républicain              | Receveur particulier des finances à Doullens (Somme) |  |
| 1892-1910                     | Georges Vandame                   | Conservateur             | Brasseur à Lille Conseiller municipal de Saint-André-lez-Lille puis adjoint au Maire de Lille Député (1906-1924)                                                                                              |  |
| 1910-1916 (décès)             | Auguste Bonte                     | Républicain Progressiste | Négociant, maire de Lambersart (1897-1916), Député de la 2e circonscription de Lille (1902-1906) |  |
| 1916-1919                     | siège vacant                      |                          | |  |
| 1919-1934                     | Pierre Scalbert (1853-1944)       | Conservateur             | Banquier, Saint-André-lez-Lille |  |
| 1934-1940                     | Georges-Marie Catoire             | URD                      | Industriel en toile fine (Ets Bell-Sueur) à Saint-André-lez-Lille Nommé conseiller départemental en 1943 |  |
|                               |                                   |                          | |  |
| 1945-1951                     | Jean Courtecuisse                 | MRP puis RPF             | Employé de bureau Député (1945-1946) Conseiller municipal de Lambersart |  |
| 1951-1969 (décès)             | Marcel Ducrocq (1903-1969)        | MRP puis CD              | Maire de Saint-André-lez-Lille (1945-1969) |  |
| 29 juin 1969-1975 (démission) | François-Xavier Ortoli            | UDR                      | Haut-Fonctionnaire Député (1968-1969) Ministre (1969-1973) |  |
| 1975-1982                     | Georges Delfosse                  | CDP puis UDF-CDS         | Ancien directeur de maison de retraite Député de 1978 à 1988 Maire de Lambersart |  |
| 1982-1988 (décès)             | Georges Delfosse                  | UDF-CDS                  | Député Maire de Lambersart. Décède en cours de mandat |  |
| 1988-1994                     | Jeanine Delfosse                  | UDF-CDS                  | Partielle mars 88. Succède à son mari décédé Janv. 88 |  |
| 1994-2001                     | Jean Talman                       | UDF-CDS                  | Ancien résistant FFI Conseiller municipal de Saint-André-lez-Lille |  |
| 2001-2008                     | Olivier Henno                     | UDF                      | maire de Saint-André-lez-Lille |  |
| 2008-2015                     | Olivier Henno                     | MoDem puis UDI           | maire de Saint-André-lez-Lille 1er vice-président de la Communauté urbaine Elu en 2015 dans le Canton de Lille-1                                                                                              |  |

1976 : victoire de Georges Delfosse (CDS-UDF) avec 57,61 % face au PS Christian Burie (42,38 %)
1er Tour : CDS-UDF : 49,51 % / PS : 26,83 % / PC : 17,37 % / modéré : 6,26 %
1982 : réélection de Georges Delfosse (CDS-UDF) dès le 1er Tour avec 57,69 %
1er Tour : autres résultats : PS : 27,62 % / PC : 8,70 % / écolo : 5,97 %
1988 : Partielle, mars 1988
Jeanine Delfosse (CDS-UDF) est élue et succède à son mari, Georges, après le décès de ce dernier (Maire de Lambersart et Député du Nord, 1986-1988).
1988 : octobre 1988
Jeanine Delfosse (CDS-UDF) réélue face à Claude Reynaert (PS) 62,3 % contre 37,7 %
1er Tour : PC : 8,2 % / Verts : 6,6 % / PS : 26,3 % / CDS-UDF : 51,5 % (inf. 50 % de part.) / FN : 7,4 %
1994 :
Jean Talman (UDF) est élu face à Claude Reynaert (PS) 58,72 % contre 41,28 %
1er Tour : PC : 7,45 % / PS : 22,18 % / Div eco : 4,48 % / Verts : 4,49 % / UDF : 40,44 % / DVD : 6,39 % / FN : 12,86 %
2001 :
Olivier Henno (UDF) est élu avec 60,51 face à Claude Reynaert (PS) 39,49 %
1er Tour : PC : 6,27 % / PS : 23,55 % / Verts : 13,93 % / UDF : 40,02 % / RPF : 6,27 % / FN : 7,26 % / MNR : 2,7 %
2008 :
Olivier Henno (MoDem) est réélu avec 100 % des voix (désistement de tous les candidats et soutien du PS)

## Conseillers d'arrondissement (de 1833 à 1940)
| Période         | Période          | Identité                          | Étiquette    | Qualité |
| --------------- | ---------------- | --------------------------------- | ------------ | --- |
| 1833            | 1842             | Aimé Tilloy-Casteleyn             |              | Négociant à Lille, membre de la Chambre de commerce, créateur de la société des mines de Lens                           |
|                 |                  |                                   |              | |
| 1861            |                  | M. Mercier                        | Libéral      | |
|                 |                  |                                   |              | |
| 1880            | 1889             | Jean Charles Louis Barbe          |              | Bâtonnier de l'ordre des avocats, adjoint au maire de Lille, Président du Conseil d'arrondissement                      |
| 1889            | 1910             | Auguste Bonte                     | Conservateur | Négociant, maire de Lambersart, député (1902-1906)                                                                      |
| 16 octobre 1910 | 1919             | Pierre Scalbert                   | Conservateur | Banquier, Saint-André-lez-Lille                                                                                         |
| 1919            | 1924 (décès)     | Auguste Pouillier                 | Républicain  | Filateur, adjoint au maire de Lambersart, Président de la Société des courses de Lille                                  |
| 1924            | 1927 (décès)     | Georges Vandame                   | Entente      | Brasseur à Lille Conseiller municipal de Saint-André-lez-Lille puis adjoint au Maire de Lille Ancien député (1906-1924) |
| 1928            | 1934 (démission) | Georges-Marie Catoire (1893-1974) | FR           | Industriel à Saint-André-lez-Lille                                                                                      |
| 1934            | 1940             | Jean Bataille                     | FR           | Avocat au barreau de Lille                                                                                              |
| 1940            |                  |                                   |              | Les conseils d'arrondissement ont été suspendus par la loi du 12 octobre 1940 et n'ont jamais été réactivés             |

## Démographie
| 1962 | 1968 | 1975 | 1982 | 1990   | 1999   | 2006   | 2011   | 2012   |
| ---- | ---- | ---- | ---- | ------ | ------ | ------ | ------ | ------ |
| -    | -    | -    | -    | 62 360 | 63 270 | 66 247 | 66 259 | 65 658 |